# Shaka Zulu (album)
Albums de Ladysmith Black Mambazo
Ezulwini Siyakhona
(1986) Thandani
(1987)
Shaka Zulu est un album de Ladysmith Black Mambazo, sorti en 1987. 

## L'album
Il est enregistré un an après la participation du groupe à Graceland de Paul Simon. Il s'agit d'un album a cappella utilisant les rythmes traditionnels du mbube et illustrant de manières discrètes l'apartheid. L'album remporte le Grammy du meilleur enregistrement de folk traditionnel (1988), prix que le groupe recevra de nouveau en 2005 et en 2009. L'album fait partie des 1001 Albums You Must Hear Before You Die. 

### Titres
Tous les titres sont de Joseph Shabalala. 
1. Unomathemba (3:47)
2. Hello My Baby (3:09)
3. eGolgotha (3:57)
4. King of Kings (4:07)
5. Lomhlaba Kawunoni (2:55)
6. How Long ? (3:05)
7. Ikhaya Lamaqhawe (3:13)
8. Yibo Labo (4:39)
9. Rain, Rain Beautiful Rain (2:18)
10. Wawusho Kubani ?(5:31)